# Rosalia (Washington)
Rosalia és una població dels Estats Units a l'estat de Washington. Segons el cens del 2000 tenia 648 habitants.

## Demografia
Segons el cens del 2000, Rosalia tenia 648 habitants, 246 habitatges, i 167 famílies. La densitat de població era de 410,2 habitants per km².
Dels 246 habitatges en un 39,4% hi vivien nens de menys de 18 anys, en un 54,1% hi vivien parelles casades, en un 10,2% dones solteres, i en un 32,1% no eren unitats familiars. En el 28,9% dels habitatges hi vivien persones soles el 13% de les quals corresponia a persones de 65 anys o més que vivien soles. El nombre mitjà de persones vivint en cada habitatge era de 2,63 i el nombre mitjà de persones que vivien en cada família era de 3,3.
Per edats la població es repartia de la següent manera: un 32,1% tenia menys de 18 anys, un 5,4% entre 18 i 24, un 27,6% entre 25 i 44, un 23,1% de 45 a 60 i un 11,7% 65 anys o més.
L'edat mediana era de 36 anys. Per cada 100 dones de 18 o més anys hi havia 99,1 homes.
La renda mediana per habitatge era de 33.214 $ i la renda mediana per família de 37.750 $. Els homes tenien una renda mediana de 30.962 $ mentre que les dones 20.625 $. La renda per capita de la població era de 14.121 $. Aproximadament l'11% de les famílies i el 12,8% de la població estaven per davall del llindar de pobresa.

## Poblacions més properes
El següent diagrama mostra les poblacions més properes.